# Rajd Polski 1979
Rajd Polski 1979 (39. Rajd Polski) – kolejna, 39 edycja rajdu samochodowego Rajd Polski rozgrywanego w Polsce. Rozgrywany był od 5 do 7 lipca 1979 roku. Bazą rajdu był Wrocław. Rajd był trzydziestą pierwszą rundą Rajdowych Mistrzostw Europy w roku 1979 o współczynniku 4 i czwartą rundą Rajdowego Pucharu Pokoju i Przyjaźni w roku 1979. liczył 53 odcinki specjalne.

## Wyniki końcowe rajdu i klasyfikacja ERC[3]
| Miejsce | Kierowca             | Pilot                | Samochód                 | Czas    | Strata   |
| ------- | -------------------- | -------------------- | ------------------------ | ------- | -------- |
| 1       | Antonio Zanini       | Juan Petisco         | Fiat 131 Abarth          | 5:14:37 | –        |
| 2       | Joachim Kleint       | Günther Wanger       | Opel Ascona B            | 5:17:16 | +2:39    |
| 3       | Billy Coleman        | Martin Holmes        | Ford Escort RS 1800 MKII | 5:24:06 | +9:29    |
| 4       | Attila Ferjáncz      | Janos Tandari        | Renault 5 Alpine         | 5:36:49 | +22:12   |
| 5       | Bogdan Wozowicz      | Witold Wozowicz      | Łada 1600                | 5:45:57 | +31:20   |
| 6       | Tomasz Ciecierzyński | Stanisław Brzozowski | FSO Polonez 2000         | 5:57:06 | +42:29   |
| 7       | Miroslav Lank        | Jan Teichman         | Łada 1600                | 6:07:58 | +53:21   |
| 8       | Josef Sivik          | Miroslav Cermak      | Škoda 130 RS             | 6:13:30 | +58:53   |
| 9       | Sergiei Elizarov     | Viktor Moskovskih    | Łada 1600                | 6:14:27 | +59:50   |
| 10      | Wacław Janowski      | Walenty Małachowski  | Zastawa 1100p            | 6:16:40 | +1:02:03 |

## KlasyfikacjaCoPaF[6]
| Miejsce | Kierowca         | Pilot               | Samochód     | Czas    | Strata |
| ------- | ---------------- | ------------------- | ------------ | ------- | ------ |
| 1       | Bogdan Wozowicz  | Witold Wozowicz     | Łada 1600    | 5:45:57 | 0.00   |
| 2       | Miroslav Lank    | Jan Teichman        | Łada 1600    | 6:07:58 | +7:04  |
| 3       | Jan Trajbold st. | Trajboldová-Váchová | Škoda 130 RS | 4:07:14 | +11:21 |